# 서경천도운동
서경천도운동 또는 서경천도론은 고려의 수도를 서경(평양성)으로 천도하고자한 운동이다.

## 정종의 서경천도운동
고려 정종 (3대) 대에 왕이 서경천도를 추진해 평양성에 성을 쌓게 했지만 죽으면서 무산되었다.

## 인종의 서경천도운동
묘청과 정지상의 주장에 영향을 받은 인종은 서경천도를 추진했지만 서경파의 농간이 드러나자 개경파가 서경천도를 강력히 비판하면서 고려 인종이 서경천도를 중단하라는 명령을 내리게 된다. 결국 묘청은 서경천도를 강행하기 위해 대위국을 선포한 뒤 왕이 서경으로 천도하면 고려에 재통합하겠다고 제안했다. 인종은 이를 받아들이지 않고 묘청의 난을 진압하라고 명령했다. 묘청과 정지상은 죽음을 당했고 서경천도론은 사멸하였다. 